# Renato Ballardini

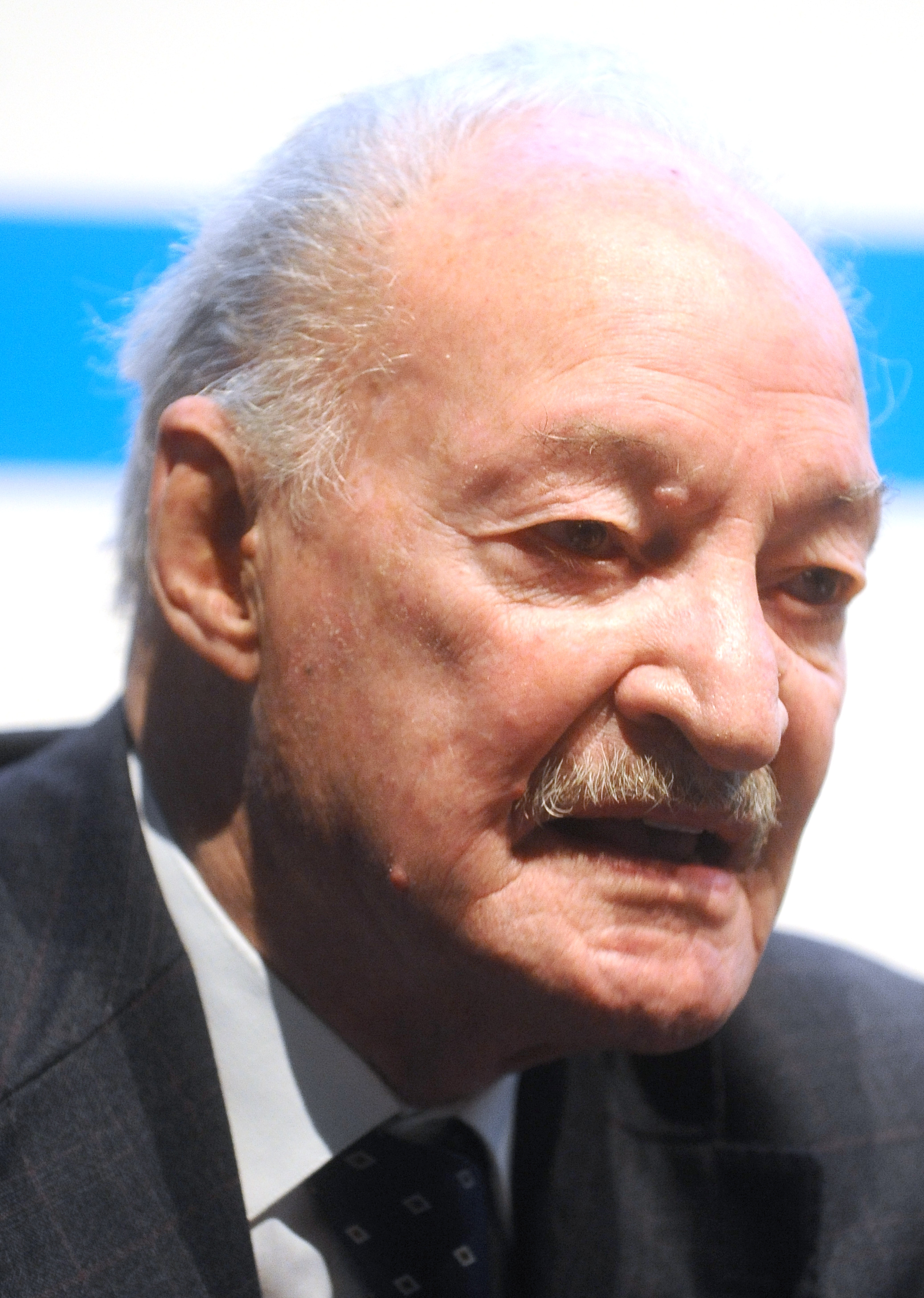
Renato Ballardini in Trient 2015

Renato Ballardini (* 21. Oktober 1927 in Riva del Garda, Provinz Trient; † 12. Februar 2025 ebenda) war ein italienischer Politiker (PSI).

## Lebenslauf
Während der Resistenza war er Widerstandskämpfer. Er war Doktor der Rechte und als Rechtsanwalt tätig.
Von 1958 bis 1978 war Ballardini in der dritten bis siebten Wahlperiode Abgeordneter der Italienischen Republik. Vom 1. Januar 1964 bis 1. Januar 1965 war er stellvertretender Vorsitzender der Sozialistischen Partei Italiens. Von 1969 bis 1974 vertrat er Italien im damals noch nicht direkt gewählten Europäischen Parlament. 1981 wurde er aufgrund seiner Meinungsverschiedenheiten mit Bettino Craxi aus der Partei ausgeschlossen.
1983 wurde er für die Kommunistische Partei Italiens in den Trentiner Landtag und in den Regionalrat der Region Trentino-Südtirol gewählt. 1986 legte er sein Mandat nieder.

## Veröffentlichungen
- I guizzi di un pesciolino... rosso, Il Margine, 2007.